# Albeiro Usuriaga
Albeiro Usuriaga López (Cali, 12 de junio de 1966 - Cali, 11 de febrero de 2004) fue un futbolista colombiano. Jugó de delantero y su mayor trascendencia deportiva la logró en Independiente de Avellaneda, Argentina.
Fue parte de la gran generación de futbolistas colombianos de los años 90, en la cual se destacaron René Higuita, Carlos Valderrama, Freddy Rincón, Faustino Asprilla, Adolfo Valencia, Leonel Álvarez, entre otros.
A pesar de sus habilidades futbolísticas, sus condiciones físicas y su carisma (que lo hicieron siempre ídolo de las hinchadas de los equipos en donde jugó), Usuriaga tuvo una irregular carrera deportiva debido principalmente a su díscola personalidad, que lo envolvió en varios escándalos los cuales concluyeron con su asesinato en 2004. En lo privado, tenía una hija llamada Dayana Usuriaga quien actualmente reside en Francia.

## Trayectoria
El Palomo se caracterizó por su habilidad técnica —pese a su gran estatura—, velocidad y potencia.
Jugó en los equipos de Deportes Tolima, Atlético Nacional, América de Cali, Cúcuta Deportivo, Independiente, Barcelona, Atlético Bucaramanga, Santos, Necaxa, Sportivo Luqueño, All Boys, Chicó F.C., General Paz Juniors y Málaga. Su debut profesional se dio en 1986 con el América de Cali, en un conjunto popularmente conocido como Los Pitufos, compuesto por jóvenes suplentes que encaraban el torneo colombiano mientras los jugadores titulares estaban en concentración para los juegos de la Copa Libertadores. En esta misma formación estuvieron otros elementos importantes como Antony de Ávila, Álex Escobar y John Édison Castaño. Con el Atlético Nacional, dirigido por Francisco Maturana, se destacó en la Copa Libertadores de 1989, en el célebre partido en el que su club derrotó 6-0 a Danubio de Uruguay, marcando 4 de los tantos. Además, anotó el gol decisivo que igualó la serie final del mismo torneo, contra Olimpia de Paraguay, lo que llevó a la definición del título mediante disparos del punto penal, con los cuales terminaría ganando el equipo colombiano. Tras un breve paso por el Málaga posteriormente, entre 1991 y 1993 fue figura en el América de Cali, siendo subcampeón en 1991 y campeón en 1992.
En 1994 con Independiente de Avellaneda, ganó el Torneo Clausura y la Supercopa Sudamericana. En 1995, siempre con los Rojos de Avellaneda logró el bicampeonato de la Supercopa, luego de derrotar al Flamengo de Brasil por un marcador global de 2 a 1. En este club lo recuerdan con mucho cariño tras su exitoso paso, acumulando 63 presentaciones, 20 goles y tres títulos durante dos períodos por Avellaneda.
En 1997, fue suspendido por la Asociación del Fútbol Argentino (AFA), durante dos años por dar positivo en cocaína en un control antidrogas. Cuando regresó a jugar, lo hizo con la camiseta de General Paz Juniors de Córdoba, equipo que militaba en el Torneo Argentino A. Se destacaría, fue la figura y en esa temporada se coronó el ascenso del equipo a la Primera B Nacional, por primera vez en la historia del club. Ese paso por el "Poeta" cordobés hizo que Usuriaga se convirtiera en uno de los ídolos máximos de esa institución argentina. Luego también jugó en All Boys y tuvo un breve lapso en Sportivo Luqueño de Paraguay –que sumó estadísticas a su amplia carrera–, antes de jugar por última vez en el Carabobo venezolano en el epílogo de su trayectoria.

## Operación Sonrisa
En 1993 se enfrentaron Lanceros Boyacá y América de Cali en partido para reunir dinero para los niños con desnutrición en Boyacá y el Valle del Cauca, el partido lo ganaron los diablos rojos 2-1 en el Estadio La Independencia de Tunja con goles de Albeiro Usuriaga y Bernando Redin.

## Selección Colombia
Fue llamado en las eliminatorias a Italia 90 dónde logra su único gol que llegó durante los playoffs de clasificación para la Copa Mundial de la FIFA de 1990 contra Israel. Sin embargo, Usuriaga fue descartado más tarde del Mundial debido a problemas disciplinarios, Volvió a ser convocado en la Copa América 1991 por el técnico Luis Augusto García dónde disputó varios partidos.

### Participaciones enEliminatorias al Mundial
| Eliminatoria                         | Sede del Mundial | Posición                                                | Resultado   | PJ | GA | Asis |
| ------------------------------------ | ---------------- | ------------------------------------------------------- | ----------- | -- | -- | ---- |
| Eliminatorias Mundial de Italia 1990 | Italia           | 1°lugar 6pts Grupo 2 (Ganador Repesca Intercontinental) | Clasificado | 5  | 1  | 0    |

### Participaciones enCopas América
| Torneo            | Sede  | Resultado    | PJ | GA | Asis |
| ----------------- | ----- | ------------ | -- | -- | ---- |
| Copa América 1991 | Chile | Cuarto lugar | 4  | 0  | 0    |

## Asesinato
Hacia las 19:20 horas del 11 de febrero de 2004, el ya retirado futbolista departía en un negocio de juegos de azar y venta de bebidas, ubicado en la esquina de la calle 52 con carrera 28F en el barrio 12 de Octubre de la ciudad de Cali. Allí acostumbraba pasar el tiempo con amigos y vecinos jugando al dominó o a las cartas. En ese momento, un joven se bajó de una moto y le disparó varias veces, ocasionando su muerte inmediata. Tres días más tarde debía viajar a China para vivir su última experiencia deportiva a los 37 años.
Aunque los informes preliminares de las autoridades señalaron que el crimen de Usuriaga se debió a que el reconocido jugador presenció un asesinato en su barrio de origen, la Fiscalía General de la Nación esclareció el homicidio tres años después. De acuerdo con un informe divulgado por el diario El País, las investigaciones concluyeron que el asesinato fue ordenado por Jefferson Valdez Marín, jefe de una banda de sicarios conocida como "Molina" o "La Negra".
Sus funerales en Cali fueron una fiesta: una multitud irrumpió en la catedral a pura música y lo trasladó al Cementerio Metropolitano.

## Clubes
| Club                 | País      | Año       |
| -------------------- | --------- | --------- |
| América de Cali      | Colombia  | 1986      |
| Deportes Tolima      | Colombia  | 1987      |
| Cúcuta Deportivo     | Colombia  | 1988      |
| Atlético Nacional    | Colombia  | 1989      |
| Málaga               | España    | 1990      |
| América de Cali      | Colombia  | 1991-1993 |
| Independiente        | Argentina | 1994-1995 |
| Necaxa               | México    | 1995-1996 |
| Barcelona            | Ecuador   | 1996      |
| Santos               | Brasil    | 1996      |
| Independiente        | Argentina | 1996-1997 |
| Millonarios          | Colombia  | 1998      |
| Atlético Bucaramanga | Colombia  | 1999      |
| General Paz Juniors  | Argentina | 1999-2000 |
| Chicó F.C.           | Colombia  | 2001      |
| All Boys             | Argentina | 2001      |
| Sportivo Luqueño     | Paraguay  | 2002      |
| Carabobo             | Venezuela | 2002-2003 |

## Palmarés

### Campeonatos nacionales
| Título                        | Club                      | País      | Año    |
| ----------------------------- | ------------------------- | --------- | ------ |
| Primera A                     | América de Cali           | Colombia  | 1990   |
| Primera A                     | América de Cali           | Colombia  | 1992   |
| Primera División de Argentina | Independiente             | Argentina | C-1994 |
| Liga MX                       | Necaxa                    | México    | 1996   |
| Torneo Argentino A            | C. A. General Paz Juniors | Argentina | 2000   |

### Copas internacionales
| Título                 | Club              | Sede       | Año  |
| ---------------------- | ----------------- | ---------- | ---- |
| Copa Libertadores      | Atlético Nacional | Bogotá     | 1989 |
| Supercopa Sudamericana | Independiente     | Avellaneda | 1994 |
| Recopa Sudamericana    | Independiente     | Tokio      | 1995 |

### Distinciones individuales
| Distinción                        | Año  |
| --------------------------------- | ---- |
| Parte del Equipo Ideal de América | 1994 |